# Brookhurst
Brookhurst és una concentració de població designada pel cens dels Estats Units a l'estat de Wyoming. Segons el cens del 2000 tenia 192 habitants.

## Demografia
Segons el cens del 2000, Brookhurst tenia 192 habitants, 73 habitatges, i 58 famílies. La densitat de població era de 54,1 habitants/km².
Dels 73 habitatges en un 32,9% hi vivien nens de menys de 18 anys, en un 67,1% hi vivien parelles casades, en un 8,2% dones solteres, i en un 20,5% no eren unitats familiars. En el 13,7% dels habitatges hi vivien persones soles l'1,4% de les quals corresponia a persones de 65 anys o més que vivien soles. El nombre mitjà de persones vivint en cada habitatge era de 2,63 i el nombre mitjà de persones que vivien en cada família era de 2,86.
Per edats la població es repartia de la següent manera: un 26% tenia menys de 18 anys, un 4,7% entre 18 i 24, un 31,8% entre 25 i 44, un 27,1% de 45 a 60 i un 10,4% 65 anys o més.
L'edat mediana era de 38 anys. Per cada 100 dones de 18 o més anys hi havia 111,9 homes.
La renda mediana per habitatge era de 38.828 $ i la renda mediana per família de 45.833 $. Els homes tenien una renda mediana de 29.432 $ mentre que les dones 26.354 $. La renda per capita de la població era de 23.219 $. Entorn del 6,1% de les famílies i el 9,2% de la població estaven per davall del llindar de pobresa.

## Poblacions properes
El següent diagrama mostra les poblacions més properes.